# Nappflaska

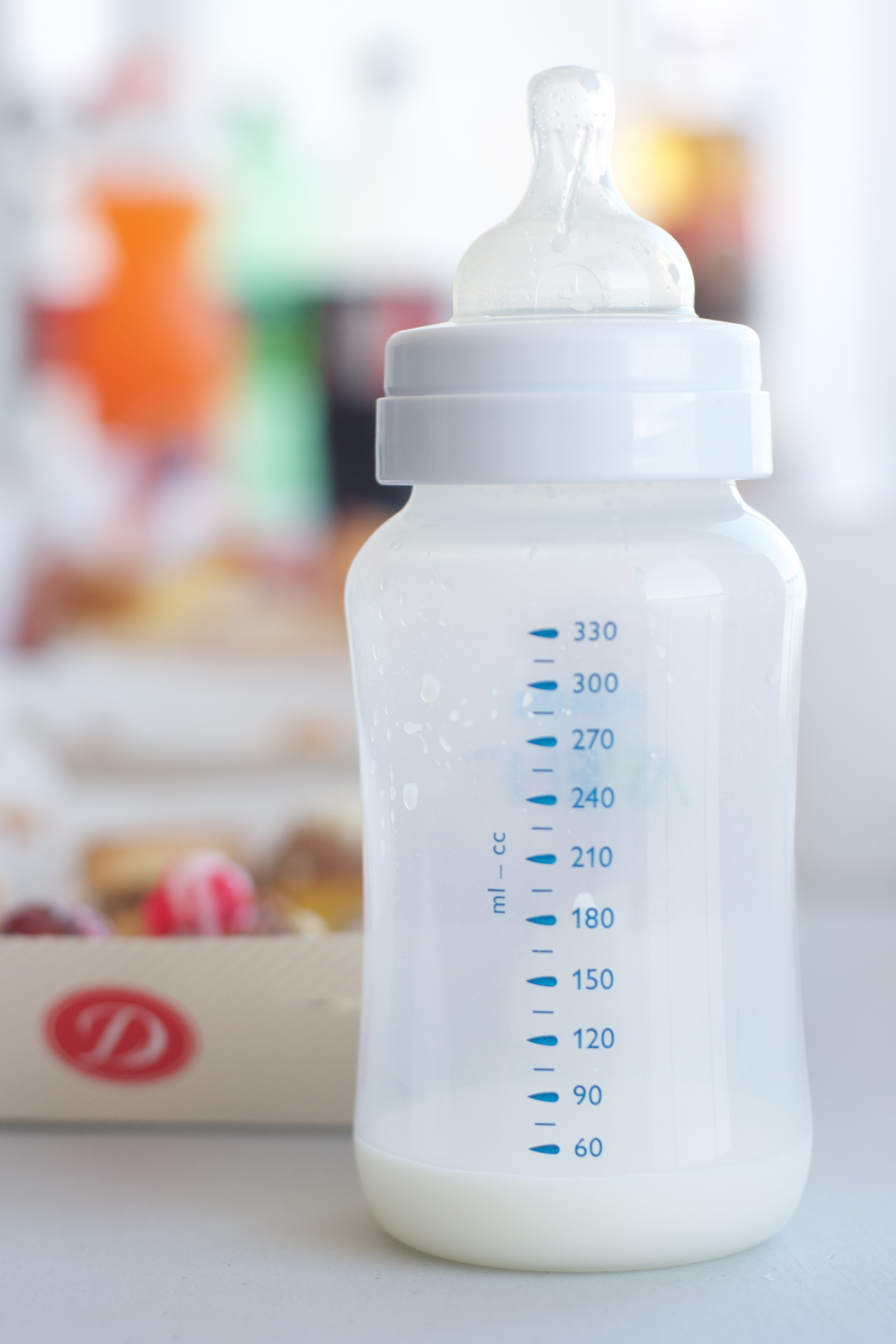
Modern nappflaska.

Diflaska från sekelskiftet

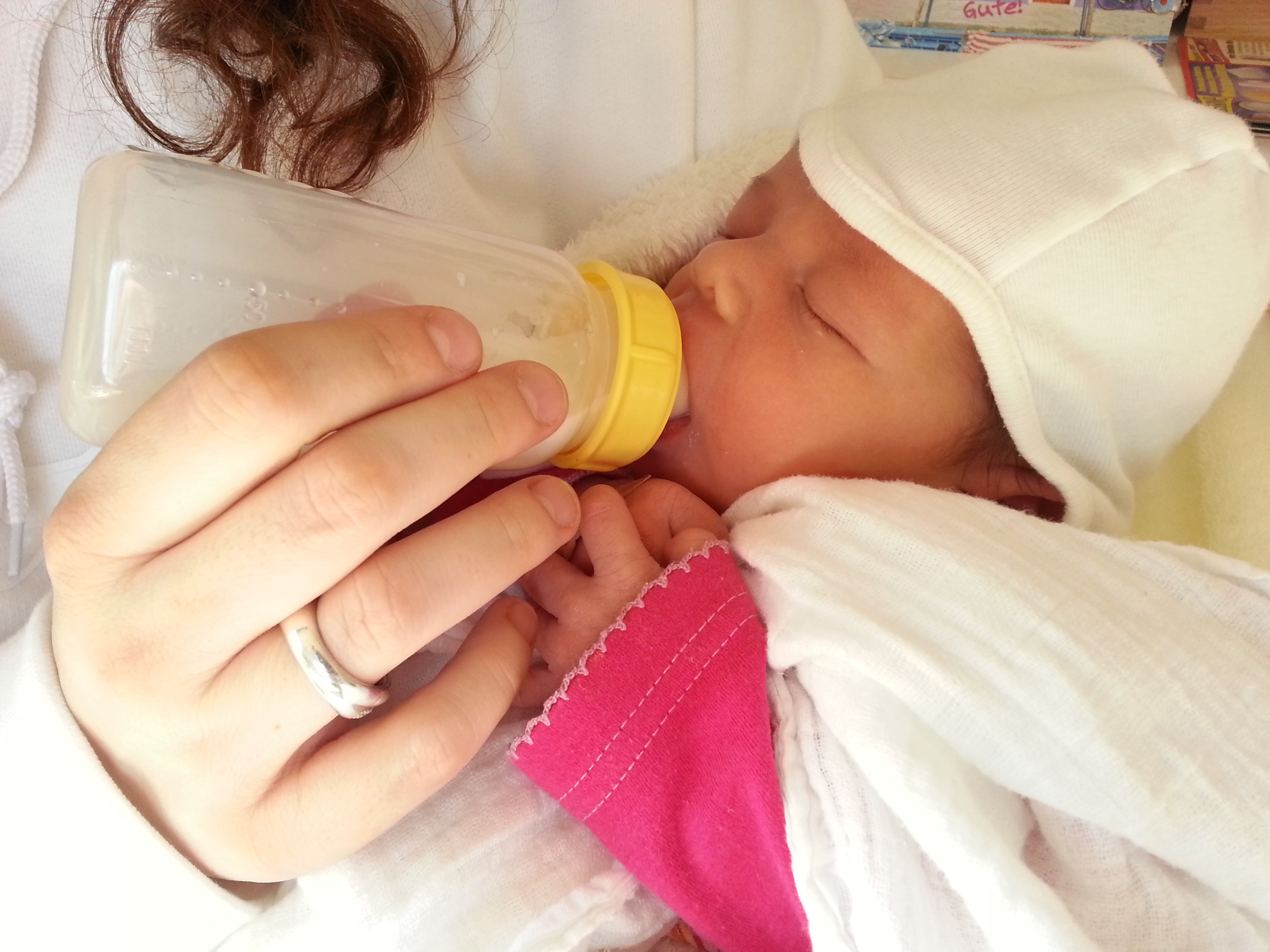
Spädbarn som dricker från en nappflaska.

En nappflaska är en flaska med en sugnapp vid öppningen. De är numera oftast utförda i plast och används av barn.
Nappflaskor med modersmjölksersättning är ett substitut för amning. Äldre barn kan dricka välling i nappflaska, särskilt på morgonen och till kvällen.
När däggdjursungar uppföds av människor kan nappflaskor också användas.

## Historia
I Bayern, Tyskland har det funnits lerkoppar som användes som nappflaskor mellan 1200 och 450 före Kristus. Spåren av mjölk i kopparna är dock inte från människor, utan från ko, get eller får. Liknande, sjutusen år gamla koppar har även hittats av arkeologer.
Ett av de största problemen med de tidiga nappflaskorna var den dåliga hygienen. Så användes det långt in på 1800-talet horn för att mata barn i Norden som tillsammans med andra aspekter bidrog till en hög barndödlighet. De senare industriellt tillverkade nappflaskorna var ofta glasflaskor. På flaskhalsen monterades sedan en napp.
I Sverige har nappflaskan blivit till en symbol för kvinnornas roll i det moderna samhället. Med industrialiseringen, när fler och fler kvinnor var upptagna utanför hemmet i förvärvsarbete, har amningen blivit ett debattämne. Under 1900-talet började antalet av barn som ammades sjunka, från 45 procent mellan 1900 och 1940-talet till mindre än 7 procent på tidigt 1970-talet. Utbudet av mjölkersättningsprodukter och fler yrkesarbetande kvinnor bidrog till det, samtidigt som samhällets syn på kvinnor och moderskapet förändrades och liberaliserades. Senare har antalet barn som ammas igen ökat till 60 procent år 2020.